# Vieux Temps
Vieux Temps is een Belgisch biermerk, gebrouwen door Anheuser-Busch InBev te Leuven.

## Achtergrond
Oorspronkelijk werd het bier gebrouwen door brouwerij Grade te Mont-Saint-Guibert. In 1971 nam brouwerij Artois een participatie in de brouwerij en in 1996 werd de productie van Vieux Temps er stopgezet en overgebracht naar Leuven.

## Het bier
Vieux Temps is een amberkleurige Spéciale belge met een alcoholpercentage van 4,5 %. Het alcoholpercentage werd in de loop der tijd gewijzigd. Toen het te Mont-Saint-Guibert werd gebrouwen had het een alcoholpercentage van 4,8%.